# Syllitus adonarensis
Syllitus adonarensis es una especie de insecto coleóptero de la familia Cerambycidae. Estos longicornios son endémicos de la isla de Adonara (Indonesia).
S. adonarensis mide entre 7,5 y 8,5 mm.